# ヤクブ・シャミロフ
- ヤクーブ・シャミロフ

ヤクブ・シャミロフ（Yakub Shamilov　1991年4月25日- ）はロシア出身の柔道選手。階級は66kg級。

## 経歴
2010年のヨーロッパジュニア60㎏級で優勝すると、世界ジュニアでは3位になった。2014年のグランプリ・青島66㎏級でIJFワールド柔道ツアー初優勝を飾った。2016年にはグランドスラム・アブダビで優勝したが、リオデジャネイロオリンピックには出場できなかった。2017年にはグランプリ・フフホトで優勝した。2021年の世界選手権にはロシア柔道連盟名義で出場すると、準々決勝でイタリアのマヌエル・ロンバルドに敗れるも、その後の敗者復活戦を勝ち上がって3位になった。

## 主な戦績
- 2010年 - ヨーロッパジュニア　優勝(60㎏級)
- 2010年 - 世界ジュニア　3位(60㎏級)
- 2013年 - グランプリ・マイアミ　3位
- 2013年 - U23ヨーロッパ選手権　3位
- 2014年 - グランプリ・青島　優勝
- 2015年 - グランドスラム・チュメニ　3位
- 2016年 - グランドスラム・チュメニ　3位
- 2016年 - グランドスラム・アブダビ　優勝
- 2017年 - グランプリ・トビリシ　3位
- 2017年 - グランプリ・フフホト　優勝
- 2017年 - グランプリ・ハーグ　2位
- 2018年 - グランドスラム・エカテリンブルグ　2位
- 2019年 - グランドスラム・デュッセルドルフ　3位
- 2020年 - グランドスラム・ブダペスト　2位
- 2021年 - グランドスラム・カザン　3位
- 2021年 - 世界選手権　3位

(出典、JudoInside.com)